# Pistorinia brachyantha
Pistorinia brachyantha är en fetbladsväxtart som beskrevs av Ernest Saint-Charles Cosson. Pistorinia brachyantha ingår i släktet Pistorinia och familjen fetbladsväxter. Inga underarter finns listade i Catalogue of Life.